# 阿留下站
阿留下站（英語：Allawah station）是一個城市鐵路東郊及伊拉瓦拉線的車站，位於悉尼南部的一個住宅區—阿勒瓦。

## 歷史
車站在1925年10月25日開幕。在2011年4月5日，該站換上了新站牌。

## 月台服務
每小時會有2班列車，繁忙時間會加設班次。
1號月台
（不常用）
- 東郊及伊拉瓦拉線 — 往邦迪聯運。

2號月台
（不常用）
- 東郊及伊拉瓦拉線 — 往瀑布/克羅努拉。

3號月台
- 東郊及伊拉瓦拉線 — 往邦迪聯運。

4號月台
- 東郊及伊拉瓦拉線 — 往瀑布/克羅努拉。

### 傷殘人士設施
該站設有升降機來往天橋（大堂）至月台，在車站開放時間都會啟動，因此車站設有傷殘人士設施。